# Nodar Dumbadze
Nodar Vladimirovich Dumbadze (en georgiano: ნოდარ დუმბაძე; Tiflis; 14 de julio de 1928 — Tiflis, Georgia; 4 de septiembre de 1984) fue un escritor georgiano.

## Biografía
Noda Dumbadze nació en Tiflis el 14 de julio de 1928. Su padre fue secretario del comité regional del Partido Comunista de la Unión Soviética y fue arrestado en 1937 por ser "enemigo del pueblo", por lo que el pequeño Dumbadze tuvo que ser criado por unos parientes de la villa de Khidistavi. Estudió en la Facultad de Leyes en la Universidad Estatal de Tiflis, graduándose en 1950. Ese mismo año sus primero poemas e historias de humor fueron publicadas por la prensa georgiana. Editó la revista satírica Niangi de 1967 a 1972, año que fue nombrado secretario de la Unión de Escritores Georgianos y miembro del presidium de la Unión de Escritores Soviéticos. Su popularidad llegó con sus novela Yo, mi abuela, Iliko e Iliaroni (მე, ბებია, ილიკო და ილარიონი) publicada en 1960, la cual estaba ambientada en una villa georgiana durante los años de la Gran Guerra Patriótica protagonizada por un niño huérfano al cuidado de su abuela y dos vecinos ancianos mordaces pero sabios y generosos. Sus obras se destacaron por su prosa sencilla y lírica, la cual estaba impregnada de humor, melancolía y optimismo. En 1975 le fue conferido el Premio Estatal Shota Rustaveli y en 1980 el Premio Lenin. Varias de sus obras han sido dramatizadas y filmadas. Entre 1971 y 1978 fue diputado en el Soviet Supremo Georgiano y de 1979 a 1984 fue diputado en el Sóviet Supremo de la Unión Soviética.
Murió en Tiflis el 4 de septiembre de 1984 y fue enterrado en la Ciudad de los Niños Mziuri fundada por él mismo.

## Obras
- Yo, mi abuela, Iliko e Iliaroni (მე, ბებია, ილიკო და ილარიონი, 1960)
- Puedo ver el Sol (მე ვხედავ მზეს, 1962)
- Una noche soleada (მზიანი ღამე, 1967)
- ¡No tengas miedo, madre! (ნუ გეშინია, დედა!, 1971)
- Las banderas blancas (თეთრი ბაირაღები, 1973)
- La ley de la eternidad (მარადისობის კანონი, 1978)